# Religião indígena de Nauru
A religião indígena de Nauru é um sistema de crença politeísta que inclui uma divindade feminina denominada Eijebong, e uma ilha de espíritos chamada de Buitani. Os crentes dizem que o céu e a terra foram criados por uma aranha chamada Areop-Enap. Existem pouquíssimos, se for o caso, as pessoas da ilha, que ainda acreditam nesta mitologia, por causa das grandes influências ocidentais com o cristianismo, sobre o estilo de vida e da crença dos nauruanos. 

## Divindades
- Areop-Enap ou Areow Eñab, aranha que criou o mundo na religião nauruana.
- Agar.
- Amweb.
- Bagawer, o filho de Baguewa.
- Baguewa.
- Dabague.
- Demagomogum, um homem idiota.
- Detora, um menino.
- Dogonun, o filho de Dabague.
- Eigigu ou Eguigu, uma jovem que vive na lua crescente.
- Eijebong, a deusa da feminilidade.
- Enogog, uma jovem que vive no ar.
- Eoiyepang.
- Eyouwit ou Eyouwout, uma jovem.
- Gamodogogug ou Gamodogug.
- Ieru.
- Ramanmada, um jovem.
- Raminada, um herói.

## Relações externas
- "Areop-Enap" (Micha F. Lindemans)